# Ренато Гаушо
Рена́то Порталу́ппи (порт.-браз. Renato Portaluppi; род. 9 сентября 1962, Гуапоре, Риу-Гранди-ду-Сул), более известный как Ренато Гау́шо (порт.-браз. Renato Gaúcho) — бразильский футболист и футбольный тренер. Играл на позициях полузащитника и нападающего.

## Передача имени
Наиболее корректный вариант передачи имени на русский язык — Ренату Гаушу, поскольку в бразильском и португальском произношении безударное о соответствует русскому у (не вдаваясь в точную фиксацию звуков согласно МФА). В Аргентине же произносят Ренато Гаучо. Хотя в русскоязычной печати можно найти различные варианты.

## Карьера

### Игровая
Ренато начал свою карьеру в клубе «Эспортиво» из города Бенту-Гонсалвис, в котором прошло его детство. Затем он перешёл в клуб «Гремио», в котором быстро стал одним из лидеров команды и выиграл с клубом Кубок Либертадорес, а затем Межконтинентальный кубок. В финале Межконтинентального кубка Ренато забил оба мяча своей команды, принеся «Гремио» победу над «Гамбургом» со счётом 2:1, после чего был признан лучшим игроком турнира. В 1985 и 1986 годах Ренато приводил свой клуб к победе в чемпионате штата Риу-Гранди-ду-Сул. В 1986 году Ренато должен был поехать на чемпионат мира, но у него произошёл конфликт с главным тренером национальной команды Теле Сантаной из-за того, что футболист не соблюдал дисциплину, в результате Ренато был отчислен из команды, а его друг Леандро в знак солидарности с товарищем покинул ряды сборной.
В 1987 году Ренато перешёл в клуб «Фламенго», где составил дуэт нападения с Бебето, и в первый же год выиграл с командой чемпионат Бразилии, забив в финале гол в ворота клуба «Атлетико Минейро». В конце сезона Ренато был признан лучшим игроком чемпионата страны. Летом следующего года Ренато перешёл в итальянский клуб «Рома». В Италии Ренато не показывал былого уровня игры, забив лишь 4 гола (3 из них в Кубке Италии) и через сезон вернулся во «Фламенго», с которым выиграл Кубок Бразилии. В том же году Ренато поехал на чемпионат мира, но там он был лишь дублёром Мюллера и Кареки, проведя только одну игру с Аргентиной.
Через год после окончания чемпионата мира Ренато перешёл в «Ботафого». В 1992 году, когда «Ботафого» в матче первенства Бразилии играл с «Фламенго» и проиграл 0:3, на следующий день после игры вся команда «Фла» была на барбекю в доме одного из игроков команды, на этом мероприятии был и Ренато, что вызвало массовые публикации в СМИ. После этого инцидента Ренато был уволен из клуба и перешёл в «Крузейро», которому помог выиграть чемпионат штата Минас-Жерайс и Суперкубок Либертадорес. Затем Ренато недолго играл во «Фламенго» и «Атлетико Минейро».
В 1995 году он перешёл в клуб «Флуминенсе». В одном из первых интервью футболист сказал: «Я пришёл, чтобы стать чемпионом». С «Флу» Ренато стал чемпионом штата Рио-де-Жанейро, в финале которого был обыгран бывший клуб Ренато «Фламенго». Сам Ренато в финале забил победный мяч, точнее, мяч после удара Аилтона попал Ренато в живот и полетел в ворота, этот гол стал известен как «гол животом». В том же году клуб дошёл до полуфинала чемпионата Бразилии, но на следующий год у «Флу» произошёл провал, в результате чего команда выбыла в Серию В, заняв предпоследнее место в первенстве страны. Сам Ренато очень редко выходил на поле в том сезоне из-за тяжёлой травмы, более того, часть игр он провёл в качестве тренера, заменив уволенного Жорже Виейру. Однако команда играла неудачно, а футболистам не выплачивались зарплаты из-за финансового кризиса в клубе. В 1997 году Ренато в очередной раз перешёл во «Фламенго», а спустя 2 года завершил карьеру в клубе «Бангу».

### Тренерская
Свою тренерскую карьеру Ренато начал в 1996 году, когда в течение полугода тренировал «Флуминенсе». После поражения «Флу» от «Фламенго» Ренато, тяжело переживавший неудачу, даже расплакался. С 2000 по 2001 год он тренировал «Мадурейру». С сентября 2002 года по июль 2003 года Ренато вновь тренировал «Флуминенсе», затем временно, в 13-ти матчах, возглавлял этот клуб в конце 2003 года. В 2005 году Ренато возглавил «Васко да Гаму» и привёл клуб к финалу Кубка Бразилии и 6-му месту в национальном чемпионате, однако после окончания чемпионата штата Рио в 2007 году Ренато был уволен.
После увольнения из «Васко» Ренато вновь начал тренировал «Флуминенсе» и в первый же год выиграл с клубом Кубок Бразилии. На следующий год «Флу» дошёл до полуфинала Кубка Либертадорес. 11 августа 2008 года Ренато был уволен после поражения своего клуба от «Ипатинги». В сентябре того же года Ренато возглавил «Васко», но не смог спасти команду от вылета в Серию В.
С 20 июля по 30 августа 2009 года Ренато в 5-й раз возглавлял «Флуминенсе».
24 декабря 2013 года тренер возглавил «Флуминенсе» в 6-й раз.
18 сентября 2016 года назначен (в 3-й раз) главным тренером «Гремио». 15 апреля 2021 года, через день после поражения «Гремио» в ответном матче третьего квалификационного этапа Кубка Либертадорес 2021 против эквадорского «Индепендьенте дель Валье» (1:2), покинул клуб по обоюдному согласию сторон.
10 июля 2021 года назначен главным тренером «Фламенго». Контракт подписан до декабря 2021 года.
3 апреля 2025 года назначен (в 7-й раз) главным тренером «Флуминенсе». Контракт подписан до конца 2025 года.

## Достижения

### Как игрок
Командные
- Чемпион штата Рио-де-Жанейро (1): 1995
- Чемпион штата Риу-Гранди-ду-Сул (2): 1985, 1986
- Чемпион штата Минас-Жерайс (1): 1992
- Чемпион Бразилии (1): 1987
- Чемпион Кубка Америки (1): 1989
- Обладатель Кубка Либертадорес (1): 1983
- Обладатель Суперкубка Либертадорес (1): 1992
- Обладатель Межконтинентального кубка (1): 1983

Личные
- Лучший игрок Межконтинентального кубка: 1983
- Обладатель Серебряного мяча Бразилии: 1984, 1987, 1990, 1992, 1995
- Обладатель Золотого мяча Бразилии: 1987
- Лучший бомбардир Кубка Либертадорес: 1991
- Лучший бомбардир Суперкубка Либертадорес: 1992, 1993
- Лучший бомбардир чемпионата штата Сан-Паулу: 1993

### Как тренер
- Чемпион Кубка Бразилии (2): 2007, 2016
- Обладатель Кубка Либертадорес (1): 2017
- Финалист Кубка Либертадорес (1): 2021